# Hantili I
Hantili I, o Hantilis I (in lingua ittita, Ḫa-an-ti-li-iš; fl. XVI secolo a.C.), è stato un sovrano ittita.

## Sul trono per regicidio
Hantili I sposò la sorella del re Muršili I, Harapšili, divenendo membro della famiglia reale ittita ed ascendendo ad una delle cariche più importanti del regno, quella di Coppiere Reale.
Le frequenti assenze del re, impegnato in campagne militari nell'area siriana e mesopotamica, alterarano probabilmente gli equilibri di corte, rendendolo più vulnerabile alle mire di cortigiani e membri della casata reale che, in sua assenza, costruirono alleanze e consensi personali.
Così al ritorno dalla fortunata campagna babilonese, nonostante avesse riportato trionfi e bottini senza precedenti per la storia ittita, il re Muršili I, primo di una lunga serie nella storia ittita, cadde vittima proprio di un complotto di corte, assassinato dal cognato che cospirò contro di lui con l'aiuto del genero, il futuro Zidanta I, assassinandolo ed usurpando il potere.
Secondo quando riferito nel "Proclama di Telipinu", Hantili I era consapevole della gravità del delitto commesso: "Hantili era preoccupato: Chi mi proteggerà? Gli dei lo proteggevano ... Cosa ho fatto? Perché ho ascoltato le parole di mio genero Zidanta? ... gli dei chiederanno giustizia per il sangue di Muršili!".
Ciononostante il regno di Hantili I durò circa 20/30 anni; il re fece ampliare e rafforzare le mura di Hattuša, circostanza che rivela il timore di ribellioni anche nel cuore dell'impero e la scarsa sicurezza nel quale il sovrano visse.

## Espansionismo e conflitti con gli Hurriti
Nei primi anni di regno, Hantili proseguì la politica espansionistica dei propri predecessori verso Sud-Est, soprattutto nella regione siriana; nell'area erano presenti anche regni Hurriti, con i quali fin da subito gli Ittiti entrarono in conflitto.

La minaccia Hurrita sui confini orientali del regno fu una costante dell'Antico Regno in genere, ed anche di quello di Hantili, tanto da richiedere al re un consolidamento dell'alleanza con i Cassiti di Babilonia nel tentativo di ottenere una posizione di maggiore sicurezza. 

L'Anatolia ittita

Un luttuoso, singolare episodio che il "Proclama" attribuisce alla vendetta divina, ebbe luogo durante una campagna in Siria settentrionale: la regina Harapšili e due suoi figli furono rapiti dagli Hurriti, sconfitti ed in ritirata verso la propria terra, e consegnati alla regina della città di Sugziya (città nell'area dell'Eufrate) per essere trattenuti in ostaggio. Durante la prigioni, tuttavia, uno dopo l'altro, morirono tutti, sembra per malattia; un qualche coinvolgimento diretto della regina della città nelle loro morti deve tuttavia esserci stato, visto che Hantili attaccò la città, ne catturò la regina e la mise a morte, assieme ai propri figli.

## La fine: ancora un regicidio
Il re, dopo questi anni tumultuosi, riuscì a rendere più saldi i confini ed ebbe così più energie da dedicare alla politica interna.
Falcidiata la famiglia reale, ad Hantili era rimasto solo il figlio Pišeni; nel frattempo il potere del genero Zidanta a corte era cresciuto e questi si riteneva ormai l'erede legittimo di Hantili.
Così quando il re tentò invece di associare al trono Pišeni, Zidanta, ricalcando lo schema già messo in atto alcuni anni prima, assassinò prima Pišeni e i suoi figli e poi il sovrano Hantili I, che ebbe così il tempo di vedere la sua famiglia sterminata.
L'usurpatore assunse il potere con il nome di Zidanta I.
Anche in questo caso, la sanguinosa usurpazione non interruppe la linea di discendenza femminile nella famiglia reale: la regina Harapšili (sorella di Mursili I) fu sostituita nel prestigioso ufficio di Regina Regnante dalla figlia, la moglie di Zidanta.